# ITF Burnie
Das ITF Burnie (offiziell: Caterpillar Burnie International) ist ein Tennisturnier der ITF Women’s World Tennis Tour, das in Burnie ausgetragen wird.

## Siegerliste

### Einzel
| Jahr                                 | Kategorie | Siegerin            | Finalgegnerin           | Ergebnis        |
| ------------------------------------ | --------- | ------------------- | ----------------------- | --------------- |
| 2009                                 | $25.000   | Abigail Spears      | Lu Jingjing             | 6:4, 6:2        |
| 2010                                 | $25.000   | Arina Rodionowa     | Jarmila Groth           | 6:1, 6:0        |
| 2011                                 | $25.000   | Eugenie Bouchard    | Zheng Saisai            | 6:4, 6:3        |
| 2012                                 | $25.000   | Olivia Rogowska (1) | Irina Chromatschowa     | 6:3, 6:3        |
| 2013                                 | $25.000   | Olivia Rogowska (2) | Monique Adamczak        | 7:65, 6:77, 6:4 |
| 2014                                 | $50.000   | Misa Eguchi         | Jelisaweta Kulitschkowa | 4:6, 6:2, 6:3   |
| 2015                                 | $50.000   | Darja Gawrilowa     | Irina Falconi           | 7:5, 7:5        |
| 2016 wurde kein Turnier ausgetragen! |           |                     |                         |                 |
| 2017                                 | $60.000   | Asia Muhammad       | Arina Rodionova         | 6:2, 6:1        |
| 2018                                 | $60.000   | Marta Kostjuk       | Viktorija Golubic       | 6:4, 6:3        |
| 2019                                 | W60       | Belinda Woolcock    | Paula Badosa Gibert     | 7:63, 7:64      |
| 2020                                 | W60       | Maddison Inglis     | Sachia Vickery          | 2:6, 6:3, 7:5   |
| 2023                                 | W60       | Storm Hunter        | Olivia Gadecki          | 6:4, 6:3        |
| 2023                                 | W25       | Jaimee Fourlis      | Olivia Gadecki          | 6:4, 6:3        |

### Doppel
| Jahr                                 | Kategorie | Siegerinnen                         | Finalgegnerinnen                    | Ergebnis          |
| ------------------------------------ | --------- | ----------------------------------- | ----------------------------------- | ----------------- |
| 2009                                 | $25.000   | Monique Adamczak Abigail Spears     | Xu Yifan Zhou Yimiao                | 6:2, 6:4          |
| 2010                                 | $25.000   | Jessica Moore Arina Rodionowa (1)   | Tímea Babos Anna Marenko            | 6:2, 6:4          |
| 2011                                 | $25.000   | Natsumi Hamamura Erika Takao        | Sally Peers Olivia Rogowska         | 6:2, 3:6, [10:7]  |
| 2012                                 | $25.000   | Arina Rodionowa(2) Melanie South    | Stephanie Bengson Tyra Calderwood   | 6:2, 6:2          |
| 2013                                 | $25.000   | Shūko Aoyama Erika Sema             | Bojana Bobusic Jessica Moore        | kampflos          |
| 2014                                 | $50.000   | Jarmila Gajdošová Storm Sanders (1) | Eri Hozumi Miki Miyamura            | 6:4, 6:4          |
| 2015                                 | $50.000   | Irina Falconi Petra Martić          | Han Xinyun Junri Namigata           | 6:2, 6:4          |
| 2016 wurde kein Turnier ausgetragen! |           |                                     |                                     |                   |
| 2017                                 | $60.000   | Riko Sawayanagi Barbora Štefková    | Alison Bai Varatchaya Wongteanchai  | 7:66, 4:6, [10:7] |
| 2018                                 | $60.000   | Vania King Laura Robson             | Momoko Kobori Chihiro Muramatsu     | 7:63, 6:1         |
| 2019                                 | W60       | Ellen Perez (1) Arina Rodionova (3) | Irina Chromatschowa Maryna Zanevska | 6:4, 6:3          |
| 2020                                 | W60       | Ellen Perez (2) Storm Sanders (2)   | Desirae Krawczyk Asia Muhammad      | 6:3, 6:2          |
| 2023                                 | W60       | Mai Hontama Eri Hozumi              | Arina Rodionova Ena Shibahara       | 4:6, 6:3, [10:6]  |
| 2023                                 | W25       | Destanee Aiava Naiktha Bains        | Lily Fairclough Olivia Gadecki      | 6:3, 7:5          |

## Quelle
- ITF Homepage